# Gabriela Hatzfeldová
Gabriela kněžna Hatzfeldová z Wildenburgu, rozená hraběnka z Ditrichštejna (německy Gabriela Fürstin von Hatzfeld zu Wildenburg, geborene Gräfin von Dietrichstein-Proskau-Leslie, 8. prosince 1825, Praha – 24. prosince 1909, Vídeň) byla česko-rakouská šlechtična, jedna z dědiček obrovského majetku vymřelého knížecího rodu Ditrichštejnů. Ve druhé polovině 19. století byla majitelkou rozsáhlých velkostatků na severní Moravě (Lipník nad Bečvou, Hranice). Jejím manželem byl německý šlechtic hrabě Alfred z Hatzfeldu (1825–1911), povýšený v roce 1870 na knížete. Jejími švagry byli rakouský ministr zahraničí Alexandr Mensdorff-Pouilly a dlouholetý zemský velitel v Čechách generál Eduard Clam-Gallas.

## Životopis

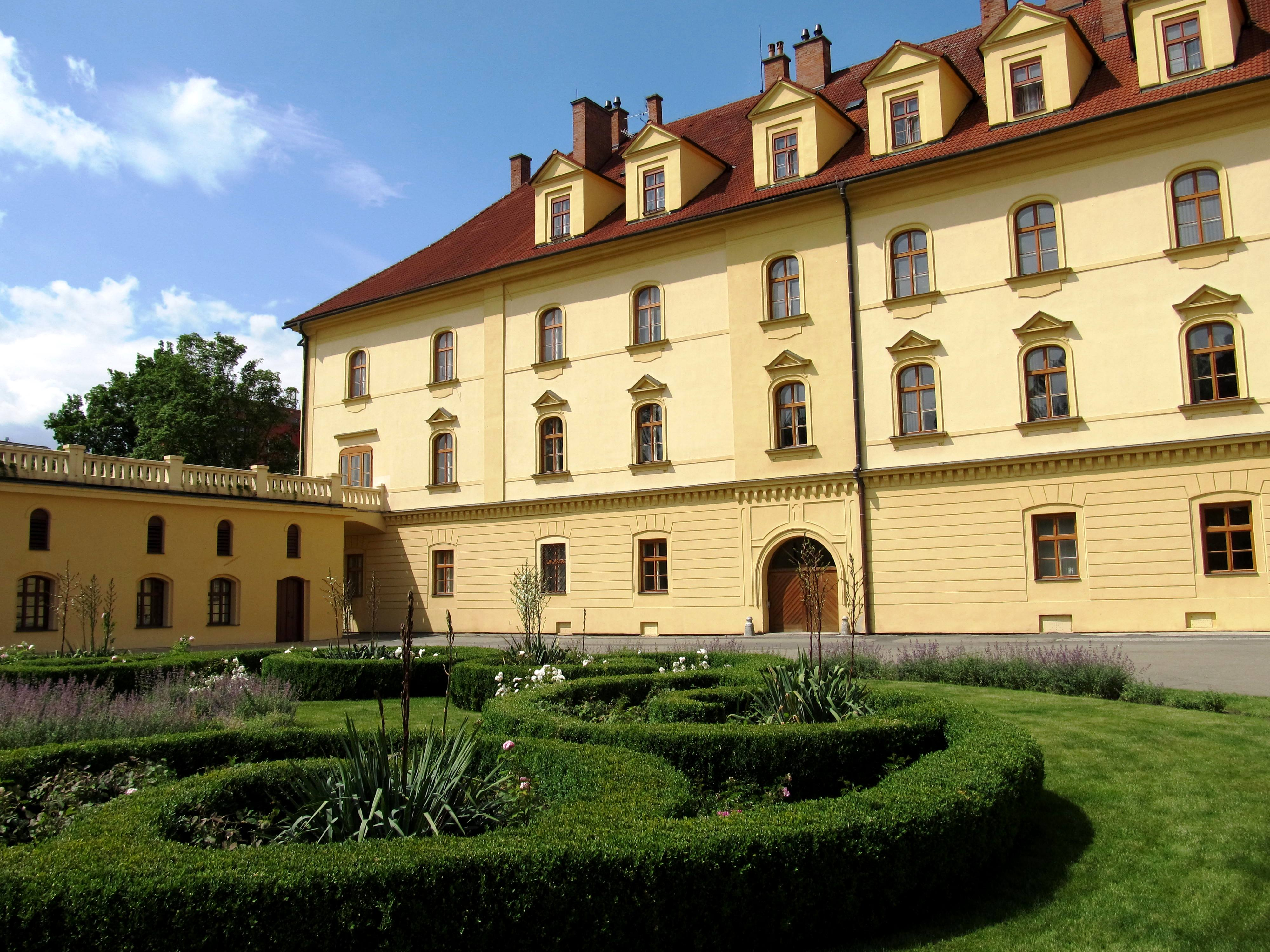
Zámek Lipník nad Bečvou

Narodila se v Praze jako třetí dcera knížete Josefa z Ditrichštejna (1798–1858) a jeho manželky Gabriely, rozené hraběnky Vratislavové z Mitrovic (1804–1880). Spolu se sestrami měla od dětství nárok na apanáž 3 000 zlatých ročně vyplácených z rodového majetku. Později byla c.k. palácovou dámou a dámou Hvězdového řádu a v roce 1852 se na zámku v Libochovicích provdala za hraběte Alfreda Hatzfelda (1825–1911) ze staré německé šlechty. Alfred vlastnil statky v Porýní, byl členem pruské panské sněmovny a v roce 1870 byl povýšen do knížecího stavu. Z jejich manželství se narodily dvě děti, syn František (1853–1910) a dcera Antonie (Antoinetta) (1856–1933). Díky svému manželovi měla Gabriela vlivné postavení u pruského královského dvora v Berlíně a v roce 1866 byla jako švagrová rakouského ministra zahraničí Alexandra Mensdorff-Pouillyho oslovena, aby se pokusila zmírnit vzrůstající napětí mezi Pruskem a Rakouskem. Její aktivity v tomto směru neměly příliš velký význam a ještě v roce 1866 došlo k prusko-rakouské válce.
V roce 1858 zemřel otec Josef Ditrichštejn a knížecí titul přešel na jeho strýce Mořice (1775–1864), který se ale vzdal nároků na majetek a několik let poté zemřel bezdětný jako poslední člen rodu. Gabriela se svými sestrami přistoupila v roce 1862 k rozdělení ditrichštejnského dědictví. Obrovský majetek na Moravě, v Čechách a v Rakousku byl rozdělen na čtyři díly, a to sice tak, aby každá ze sester dostala podíl ve stejné výši (každý podíl měl hodnotu 1 800 000 zlatých). K rozdělení došlo v červnu 1862 na zámku v Mikulově formou losování. Gabriela Hatzfeldová si vylosovala velkostatky na severní Moravě, Lipník nad Bečvou s hradem Helfštýnem a Hranice, součástí jejího podílu byla ještě vila na vídeňském předměstí Weidlingau. K velkostatku Lipník-Hranice patřilo 8 715 hektarů půdy (z toho většina lesů) a několik průmyslových provozů. Zatímco za dlouhé vlády Ditrichštejnů neměl zámek v Lipníku příliš velký význam, protože měli k dispozici řadu jiných sídel, za Gabriely Hatzfeldové se stal opět aristokratickou rezidencí. Po roce 1860 prošel zámek v Lipníku pseudobarokní přestavbou, během níž vznikla v roce 1863 unikátní střešní zahrada na budově bývalých koníren. Naopak necitlivé stavební úpravy proběhly na zámku v Hranicích, který nadále zůstal jen správní budovou velkostatku. V 19. století se oblíbeným výletním cílem staly zříceniny hradu Helfštýn a za Gabriely Hatzfeldové došlo k prvním pokusům o lepší zpřístupnění hradu, k systematickým zajišťovacím úpravám ale přistoupili až dědicové po její smrti.
Dědicem německých statků Hatzfeldů se v roce 1911 stal Alfredův synovec Paul kníže Hatzfeld (1867–1941), zatímco Lipník a Hranice zdědila po Gabrielině smrti dcera Antonie (1856–1933), provdaná za hraběte Michaela Roberta Althanna (1853–1919). Althannům pak tyto majetky patřily do roku 1945.

### Rozdělení ditrichštejnského dědictví mezi dcery knížete Josefa Ditrichštejna
| Dědička                                                 | Velkostatky, nemovitosti | Hodnota podílu    | Čistá hodnota podílu po odečtení pasiv a dorovnání finanční hotovostí |
| ------------------------------------------------------- | --- | ----------------- | --------------------------------------------------------------------- |
| Terezie z Herbersteinu (1822–1895)                      | Dolní Kounice, Grad (dnešní Slovinsko), Ristovec (dnešní Slovinsko) palác ve Vídni (Herrengasse 1) (jako nejstarší dcera převzala již v roce 1858 gundakarovský fideikomis (Libochovice, Budyně nad Ohří, Vlachovo Březí) | 1 772 209 zlatých | 1 846 020 zlatých                                                     |
| Alexandrina Dietrichstein-Mensdorff-Pouilly (1824–1906) | Mikulov palác ve Vídni (Minoritenplatz 3) | 1 760 091 zlatých | 1 846 020 zlatých                                                     |
| Gabriela Hatzfeldová (1825–1909)                        | Lipník nad Bečvou, Hranice, Helfštýn vila ve Weidinglau | 1 720 190 zlatých | 1 846 020 zlatých                                                     |
| Klotylda Clam-Gallasová (1828–1899)                     | Polná, Přibyslav, Vojnův Městec, Žďár nad Sázavou železárny Staré Ransko, palác ve Vídni (Währinger Strasse 30) | 1 688 864 zlatých | 1 846 020 zlatých                                                     |